# باغ عباس کاظمی
باغ عباس کاظمی یک منطقهٔ مسکونی در ایران است که در دهستان مبارک‌آباد واقع شده‌است.